# Enhanced full rate
EFR (afkorting van Extended Full Rate) is een codec, een verbetering van de eerste versie van de spraakcodec voor GSM, de binnen Europa gebruikte standaard voor mobiele telefonie. De EFR codec werkt op dezelfde bitrate als de oorspronkelijke Full Rate Codec, 13 kbit/s, maar met een betere (spraak-)kwaliteit. De EFR codec maakt gebruik van Algebraic code-excited linear prediction (ACELP). 